# Bundesgymnasium und Bundesrealgymnasium Oeversee
Das Bundesgymnasium und Bundesrealgymnasium Oeversee ist ein Bundesgymnasium und Bundesrealgymnasium in der Oeverseegasse im 5. Stadtbezirk Gries in Graz in der Steiermark.

## Geschichte
In Räumlichkeiten in der Grenadiergasse (damals Schulgasse) wurde 1902 die Schule als k. k. III. Staatsgymnasium gegründet. Allerdings wurde das II. Staatsgymnasium in Graz in ein Realgymnasium umgewandelt, sodass die Schule daraufhin 1909 den Namen k. k. II. Staatsgymnasium erhielt. Ein Jahr später wurde der Schulneubau an heutiger Stelle abgeschlossen und die Schule zog in die Oeverseegasse um.
Während des Ersten Weltkriegs musste die Schule mehrmals in Ausweichquartiere ziehen, da das Schulgebäude zur Unterbringung von Soldaten requiriert wurde. Nach dem Krieg wurde die Schule in Zweites Staatsgymnasium umbenannt, ab 1919 wurde sie zusätzlich als Realgymnasium geführt. Noch vor dem Anschluss Österreichs musste das Gymnasium 1938 wegen nationalsozialistischer Betätigung geschlossen werden. Nach der Eingliederung in den NS-Staat wurde es als 4. Staatliche Oberschule für Jungen wiedereröffnet.
Nach der Befreiung Österreichs wurde die Schule in ein reines Bundesrealgymnasium umgewandelt und erhielt den Namen 4. Bundesrealgymnasium. Aufgrund der allgemeinen Raumnot in der Nachkriegszeit musste der Unterricht am Standort zeitweise als Wechselunterricht organisiert werden, da neben dem Knabengymnasium auch ein Mädchengymnasium beherbergt wurde. Seit den 1970er erfolgte die Generalsanierung und Ausbau der Schule. So wurde etwa die heutige Sporthalle errichtet. Ab dem Schuljahr 1978/1979 wurden erstmals Mädchen für die Schule zugelassen, seit 1989 wurde sie, wie ursprünglich, mit zwei Zweigen als Gymnasium und Realgymnasium geführt.
Nach weiteren Sanierungsschritten, wie etwa dem Einbau einer Solaranlage, konnte 2002 das hundertjährige Jubiläum der Schule begangen werden.

## Gedenktafeln

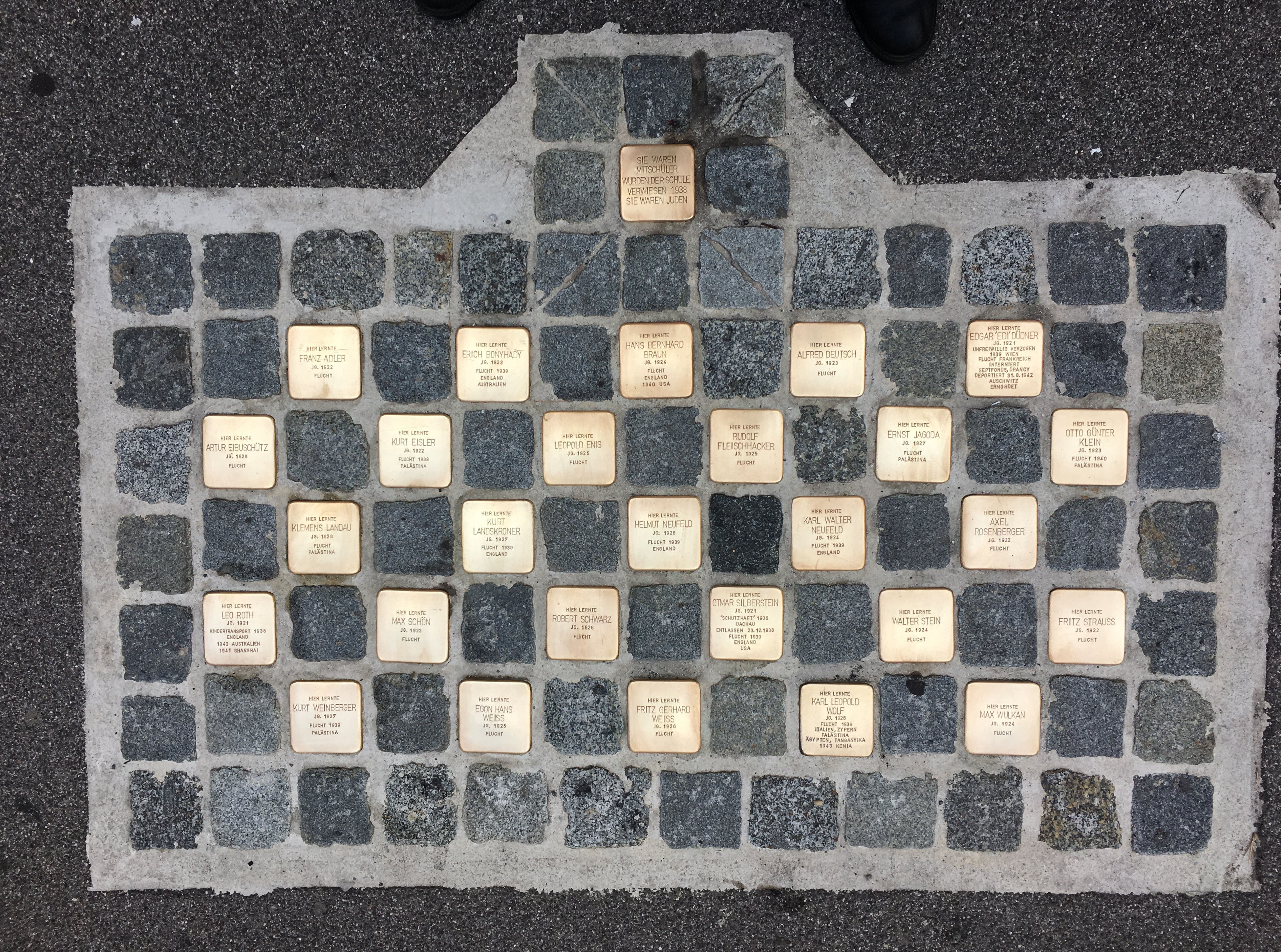
27 Stolpersteine zum Gedenken an die jüdischen Schüler in der Zeit des Nationalsozialismus.

Zum Gedenken an die jüdischen Schüler des Gymnasiums die während der NS-Zeit verfolgt wurden, sind am 27. Juni 2017 vor dem Schuleingang 27 Stolpersteine verlegt worden. Des Weiteren befinden sich mehrere Gedenktafeln im Schulgebäude für all jene die im Zweiten Weltkrieg gefallen sind.

## Lehrangebot
Die Schule bietet zwei Zweige an, einerseits das Gymnasium mit Schwerpunkt auf die sprachliche Ausbildung und andererseits das Realgymnasium mit naturwissenschaftlichen Schwerpunkt. Schüler des Zweiges Gymnasium müssen dabei als zweite Fremdsprache, ab der siebten Schulstufe, zwischen Französisch und Italienisch wählen. Ab der neunten Schulstufe ist der Lateinunterricht verpflichtend. Schüler des Zweiges Realgymnasium müssen dagegen erst in der neunten Schulstufe eine zweite Fremdsprache, nach Englisch, wählen. Sie haben dabei die Möglichkeit, sich zwischen Französisch, Italienisch und Latein zu entscheiden. In diesem Zweig sind die Fächer Geometrie und Darstellende Geometrie verpflichtend zu besuchen. Dazu gibt es mehr Wochenstunden in naturwissenschaftlichen Fächern wie Mathematik, Physik oder Biologie.
Die Schule ist weiters Kooperationspartner zahlreicher Sportvereine und führt aus diesem Grund eine eigene Ballsportklasse. Diese Klasse steht nur aktiven Vereinsspielern offen und dient der Talente-Förderung in den Bereichen Fußball, Handball und Tennis.

## Bekannte Schüler
- Karl Böhm (1894–1981), österreichischer Dirigent
- Josef Krainer junior (1930–2016), österreichischer Politiker und Landeshauptmann der Steiermark
- Hermann Miklas (* 1953), österreichischer evangelisch-lutherischer Superintendent
- Franz Spath (1899–1984), Chirurg
- Johannes Fragner (* 1963), 8. Abt der Abtei Seckau
- Oliver Zeisberger (* 1965), österreichischer Moderator

## Bekannte Lehrer
- Heinz Kronasser (1913–1968), Indogermanist
- Sepp Zeilbauer (* 1952), Zehnkämpfer